# Bandera de Antigua y Barbuda

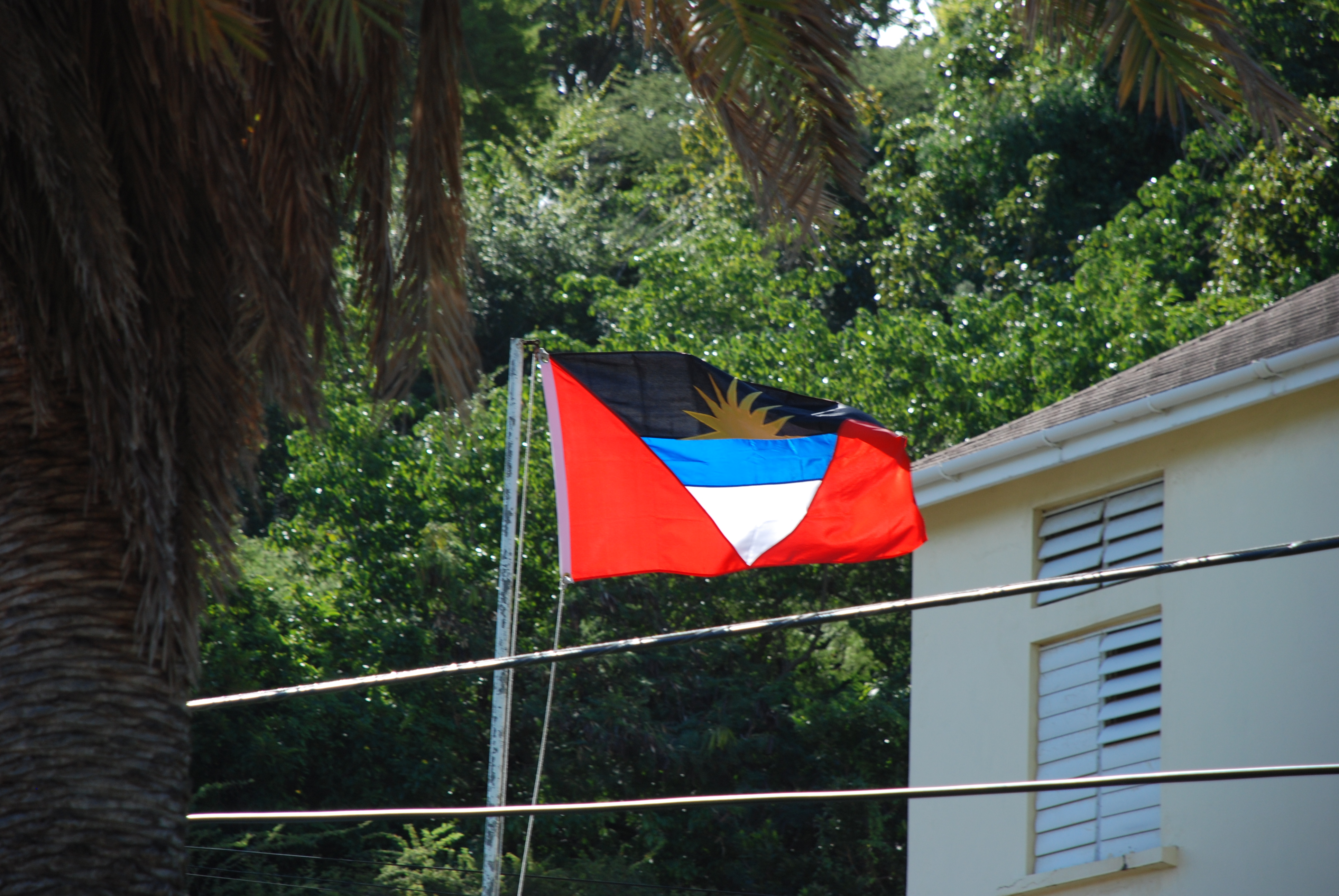
Bandera de Antigua y Barbuda.

La bandera de Antigua y Barbuda fue adoptada el 27 de febrero de 1967. Diseñada por el profesor de una escuela, Reginald Samuels, está compuesta por la mitad superior de un sol emergiendo de una franja horizontal de color azul. Bajo esta franja se encuentra un fondo blanco y sobre esta, fondo negro. A ambos lados de la bandera se ubican dos triángulos rectángulos escalenos (con sus ángulos rectos en las esquinas inferiores) de color rojo.
El sol representa el amanecer de una nueva era para el país, el negro representa a los ancestros africanos de la mayoría de la población, el azul la esperanza y el rojo la energía. La combinación amarillo oro, azul y blanco también representa el ambiente natural de las islas del Caribe: sol, mar y arenas.
En embarcaciones estatales y militares, se utiliza una bandera que consiste de una cruz roja sobre campo blanco y la bandera nacional en el cantón.

## Otras banderas

Bandera de la guardia costera

## Banderas históricas

Bandera colonial de Antigua y Barbuda (1956-1962)
Bandera colonial de Antigua y Barbuda (1962-1967)
Estandarte del Gobernador de Antigua y Barbuda (1956-1981)
Bandera del Gobernador General de Antigua y Barbuda (1981-2023)
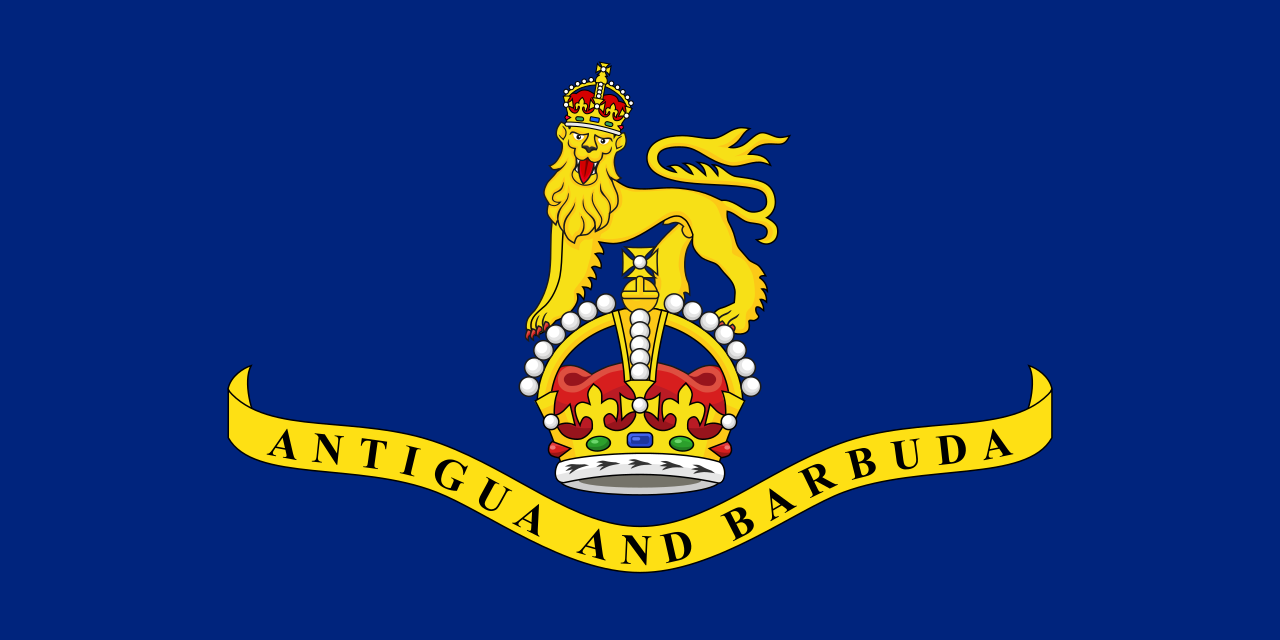
Bandera del Gobernador General de Antigua y Barbuda (2023-hasta la actualidad)
Bandera de la Federación de las Indias Occidentales